# Hệ động vật Trung Quốc

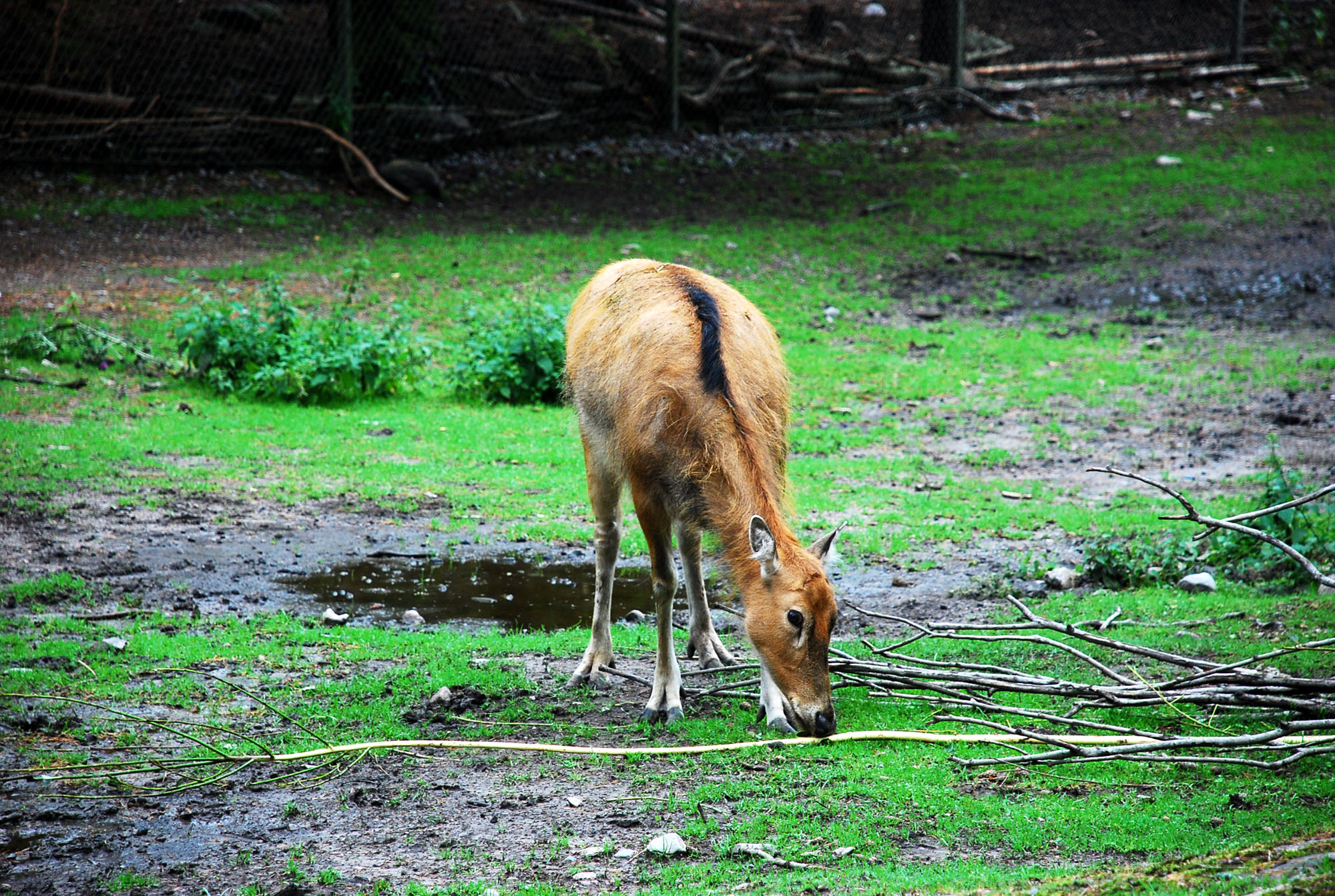
Mai hoa lộc (麋鹿) một trong những động vật biểu tượng của Trung Quốc, tại Trung Quốc cụm từ trục lộc Trung Nguyên (đuổi hươu Trung Nguyên) có ý nói có mộng làm bá chủ thiên hạ

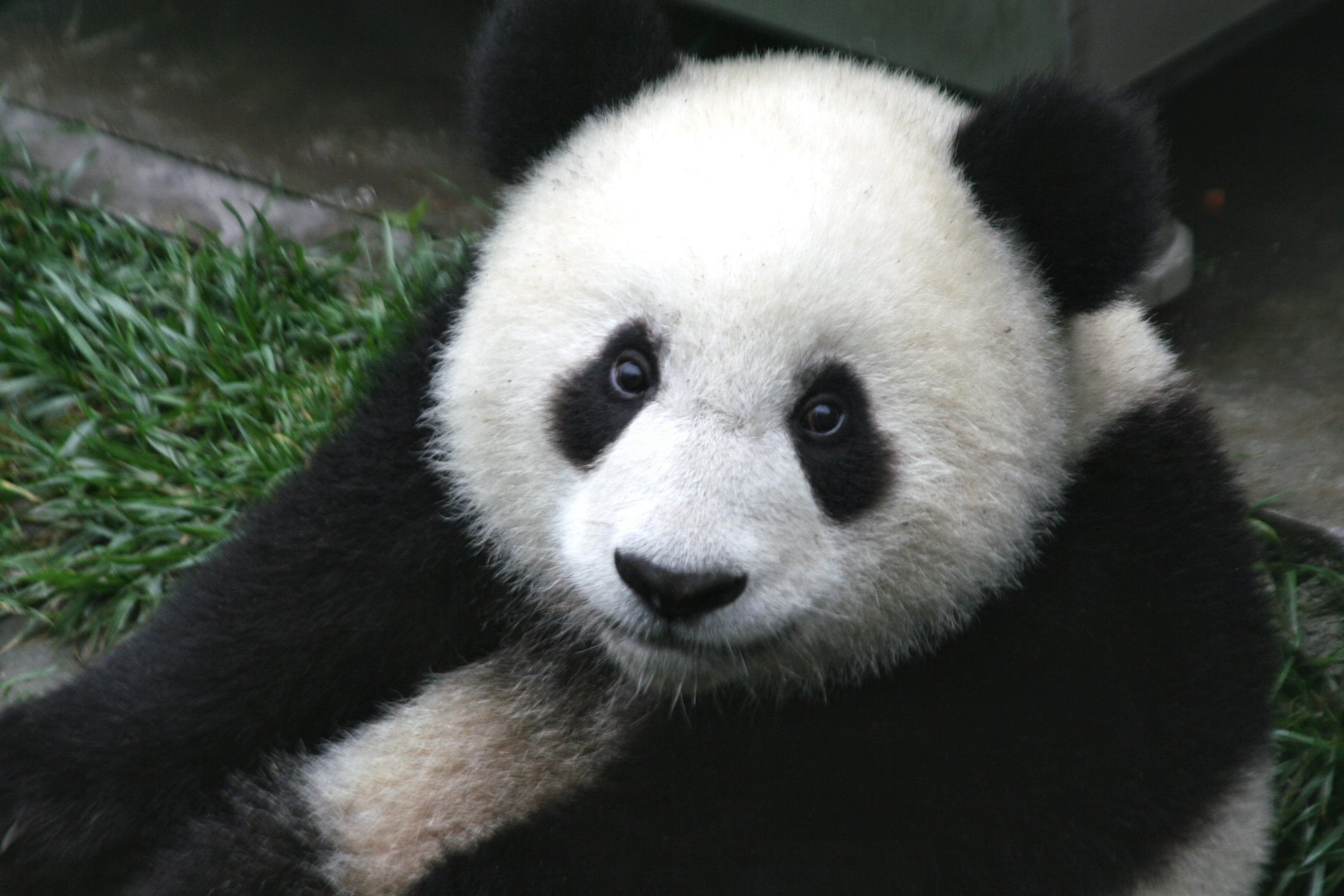
Một cá thể gấu trúc lớn tại Khu bảo tồn thiên nhiên Ngọa Long thuộc Tứ Xuyên, một loài đặc hữu của Trung Quốc

Hệ động vật Trung Quốc là tập hợp các quần thể động vật trên lãnh thổ Trung Quốc này hợp thành hệ động vật của quốc gia này. Với điều kiện tự nhiên là quốc gia lớn thứ nhì trên thế giới xét theo diện tích đất và là quốc gia lớn thứ ba hoặc bốn về tổng diện tích, Trung Quốc là một trong 17 quốc gia đa dạng sinh học siêu cấp trên thế giới, là quốc gia đa dạng sinh học cao thứ ba trên thế giới, sau Brasil và Colombia. Trung Quốc nằm trên hai khu vực sinh thái lớn của thế giới là Cổ Bắc phương (Palearctic) và Indomalaya (Đông Dương).
Trung Quốc có trên 34.687 loài động vật, trong đó quốc gia này là nơi sinh sống của ít nhất 551 loài thú (nhiều thứ ba thế giới), 1.221 loài chim (đứng thứ tám thế giới) 424 loài bò sát (thứ bảy thế giới) và 333 loài động vật lưỡng cư (vị trí thứ bảy). Một thống kê khác cho biết rằng Trung Quốc có 6266 loại động vật có xương sống, trong đó có khoảng 500 loài thú, 1258 loài chim, 376 loài bò sát, 284 loài lưỡng thê, 3862 loài cá, chiếm khoảng 1/10 chủng loại động vật có xương sống trên thế giới. Ngoài ra, có trên 50 nghìn loài động vật không có xương sống và 150 nghìn sâu bọ.
Trung Quốc là quốc gia đa dạng sinh học ở mức độ cao nhất trong mỗi hạng mục ngoài vùng nhiệt đới. Động vật hoang dã tại Trung Quốc chia sẻ môi trường sống và chịu áp lực gay gắt từ lượng dân cư đông nhất thế giới. Ít nhất có 840 loài động vật bị đe dọa, dễ bị tổn thương, hoặc gặp nguy hiểm tuyệt chủng địa phương tại Trung Quốc, phần lớn là do hoạt động của con người như phá hoại môi trường sống, ô nhiễm và săn bắn phi pháp để làm thực phẩm, lấy da lông và làm nguyên liệu cho Trung dược. Động vật hoang dã gặp nguy hiểm được pháp luật bảo hộ, tính đến năm 2005, Trung Quốc có trên 2.349 khu bảo tồn tự nhiên, bao phủ một tổng diện tích là 149,95 triệu ha, tức 15% tổng diện tích của Trung Quốc. Tuy vậy, cũng có nhiều loài động vật từ đây được du nhập ra thế giới và trở thành các loài xâm lấn.

## Tự nhiên

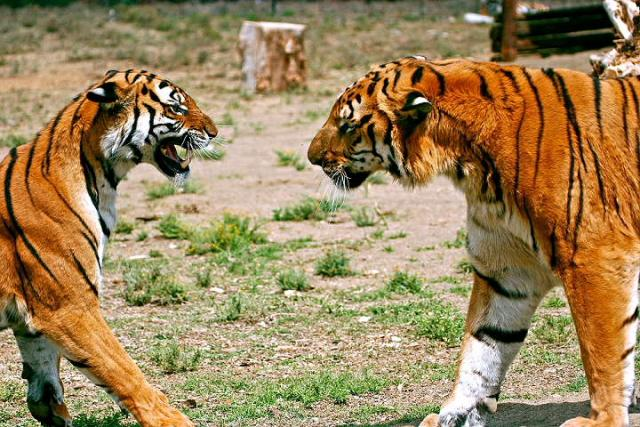
Hổ Hoa Nam được phân loại là có khả năng tuyệt chủng trong tự nhiên

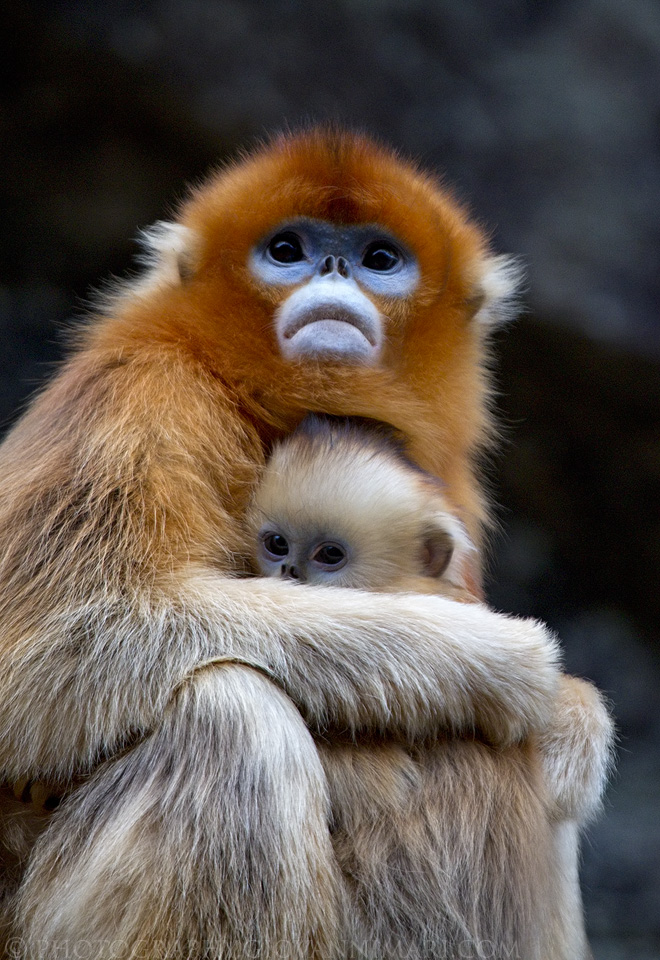
Voọc mũi hếch vàng tại Tần Lĩnh, một loài đặc hữu của Trung Quốc

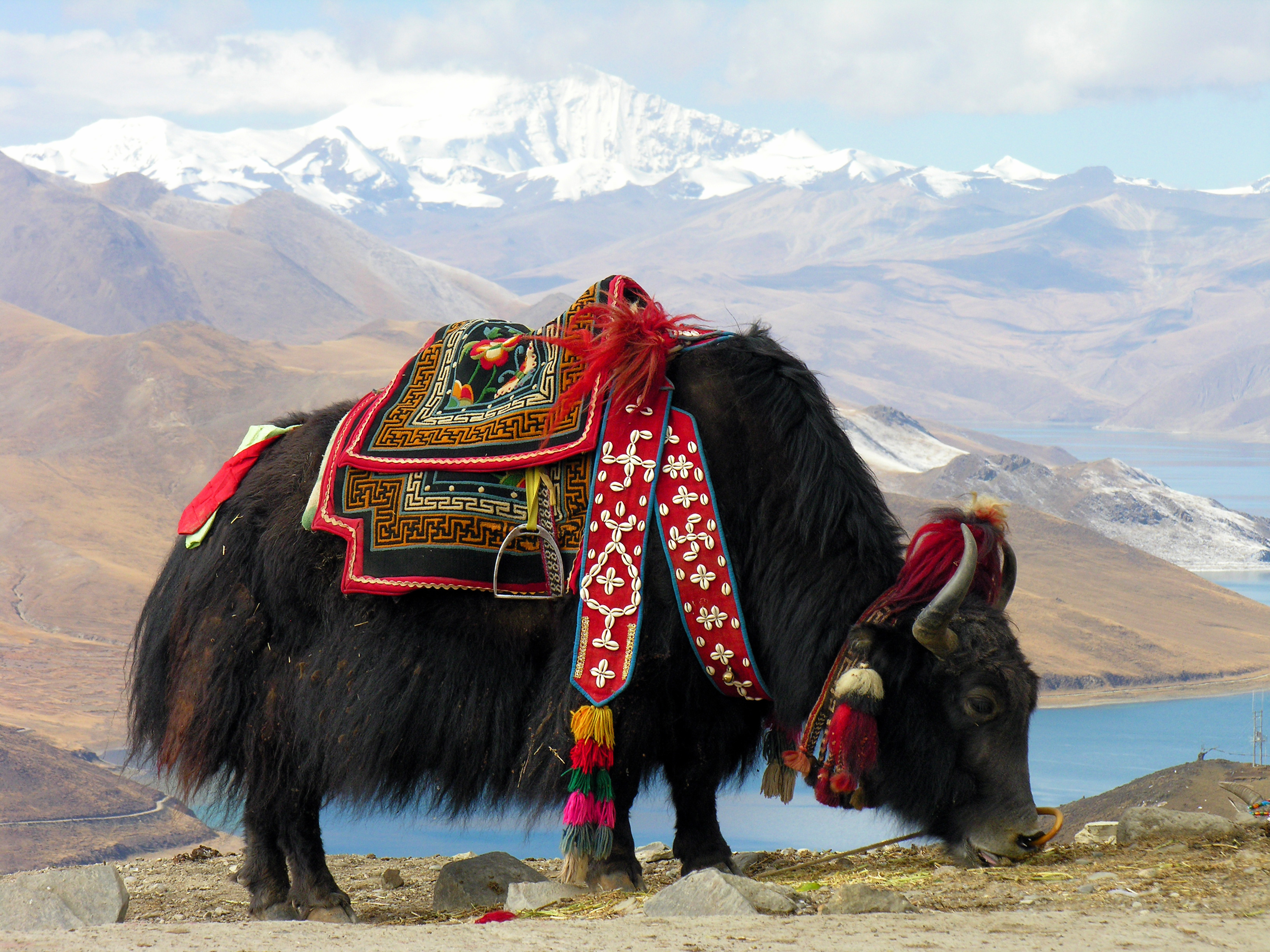
Một cá thể bò Tây Tạng tại Sơn Nam của Tây Tạng, loài này được thuần hóa từ hàng nghìn năm.

Với diện tích lớn của mình, cảnh quan của Trung Quốc biến đổi đáng kể trên lãnh thổ rộng lớn của mình. Tại phía đông, dọc theo bờ biển Hoàng Hải và biển Hoa Đông, có các đồng bằng phù sa rộng, trong khi các thảo nguyên rộng lớn chiếm ưu thế ở rìa của cao nguyên nguyên Nội Mông. Đồi và các dãy núi thấp chi phối địa hình tại Hoa Nam, trong khi miền trung-đông có những châu thổ của hai sông lớn nhất Trung Quốc là Hoàng Hà và Trường Giang. Các sông lớn khác là Tây Giang, Hoài Hà, Mê Kông (Lan Thương), Brahmaputra (Yarlung Tsangpo) và Amur (Hắc Long Giang). Ở phía tây có các dãy núi lớn, nổi bật nhất là Himalaya. Ở phía bắc có các cảnh quan khô hạn, như sa mạc Gobi và sa mạc Taklamakan. Đỉnh cao nhất thế giới là núi Everest (8.848m) nằm trên biên giới Trung Quốc-Nepal. Điểm thấp nhất của Trung Quốc, và thấp thứ ba trên thế giới, là lòng hồ Ngải Đinh (−154m) tại bồn địa Turpan.
Mùa khô và gió mùa ẩm chi phối phần lớn khí hậu Trung Quốc, dẫn đến khác biệt nhiệt độ rõ rệt giữa mùa đông và mùa hạ. Trong mùa đông, gió bắc tràn xuống từ các khu vực có vĩ độ cao với đặc điểm là lạnh và khô; trong mùa hạ, gió nam từ các khu vực duyên hải có vĩ độ thấp có đặc điểm là ấm và ẩm. Khí hậu Trung Quốc có sự khác biệt giữa các khu vực do địa hình phức tạp cao độ. Trung Quốc có thể chia thành 7 khu vực lần lượt là khu vực Đông Bắc, khu vực Hoa Bắc, khu vực Mông Tân (Mông Cổ-Tân Cương), khu vực Thanh Tạng (Tây Tạng), khu vực Tây Nam (Vân Nam), khu vực Hoa Trung, khu vực Hoa Nam, vì điều kiện địa lý khác nhau, nên các khu vực có động vật các loại khác nhau, trong đó, vùng Nội Mông có quan hệ gần gũi với hệ động vật Mông Cổ, khu vực Tây Nam có quan hệ gần gũi với hệ động vật Ấn Độ, vùng miền Nam (Quảng Đông, Quảng Tây, Vân Nam) có quan hệ với hệ động vật Việt Nam.

## Quần thể
Trung Quốc là nơi có nhiều loại rừng, những khu rừng thông lạnh chiếm ưu thế tại miền bắc của quốc gia, là nơi sinh sống của các loài động vật như nai sừng tấm và gấu đen, cùng với hơn 120 loài chim Tầng dưới của rừng thông ẩm có thể gồm các bụi tre. Trên các vùng núi cao của bách xù và thủy tùng. Các khu rừng cận nhiệt đới chiếm ưu thế tại miền trung và miền nam Trung Quốc, những khu rừng mưa nhiệt đới và theo mùa bị hạn chế tại Vân Nam và Hải Nam Do phần lớn khu vực Trung Quốc chưa bị tác động bởi thời kỳ sông băng đất liền kỳ thứ 3 và thứ 4, nên đã bảo tồn rất nhiều chủng loại động thực vật chỉ có ở Trung Quốc. Theo con số thống kê, khoảng 476 loại động vật có xương sống ở đất liền chỉ có ở Trung Quốc, chiếm 19,42% tổng số loại đông vật có xương sống ở đất liền Trung Quốc.
Hơn 100 loại động vật rừng hiếm có ở Trung Quốc như gấu trúc, khỉ lông vàng, hổ Hoa Nam, bạch hạc, chim Châu Hoàn, cá heo vây trắng và cá sấu Dương Tử nổi tiếng trên thế giới. Gấu trúc lớn là động vật có vú cỡ lớn có lông màu đen và màu trắng xen kẽ nhau, cân nặng 135 kg, ăn tre non và măng tre, hiện nay chỉ còn hơn 1000 con. Vì hết sức quý báu, gấu mèo đã trở thành tiêu chí bảo vệ động vật rừng trên thế giới. Bạch hạc có vóc dáng trên 1,2 mét, lông màu trắng, trên đầu có một mảnh da trần màu đỏ, được coi là tượng trưng sống lâu ở khu vực Đông Á. Cá heo vây trắng là một trong hai loại cá voi nước ngọt trên thế giới. Năm 1980, một con cá heo vây trắng lần đầu tiên được bắt ở sông Trường Giang.